# Ruaudin
Ruaudin és un municipi francès situat al departament del Sarthe i a la regió de País del Loira. L'any 2007 tenia 3.322 habitants.

## Demografia

### Població
El 2007 la població de fet de Ruaudin era de 3.322 persones. Hi havia 1.229 famílies de les quals 237 eren unipersonals (104 homes vivint sols i 133 dones vivint soles), 435 parelles sense fills, 493 parelles amb fills i 64 famílies monoparentals amb fills.
La població ha evolucionat segons el següent gràfic:
Habitants censats

### Habitatges
El 2007 hi havia 1.284 habitatges, 1.240 eren l'habitatge principal de la família, 4 eren segones residències i 40 estaven desocupats. 1.172 eren cases i 110 eren apartaments. Dels 1.240 habitatges principals, 1.004 estaven ocupats pels seus propietaris, 231 estaven llogats i ocupats pels llogaters i 5 estaven cedits a títol gratuït; 3 tenien una cambra, 70 en tenien dues, 149 en tenien tres, 288 en tenien quatre i 729 en tenien cinc o més. 1.074 habitatges disposaven pel capbaix d'una plaça de pàrquing. A 424 habitatges hi havia un automòbil i a 754 n'hi havia dos o més.

### Piràmide de població
La piràmide de població per edats i sexe el 2009 era:
| Homes | Edats   | Dones |
| ----- | ------- | ----- |
| 0     | 95 o +  | 0     |
| 4     | 90 a 94 | 0     |
| 4     | 85 a 89 | 20    |
| 8     | 80 a 84 | 12    |
| 32    | 75 a 79 | 32    |
| 40    | 70 a 74 | 52    |
| 44    | 65 a 69 | 64    |
| 72    | 60 a 64 | 68    |
| 76    | 55 a 59 | 60    |
| 128   | 50 a 54 | 108   |
| 184   | 45 a 49 | 172   |
| 108   | 40 a 44 | 124   |
| 104   | 35 a 39 | 112   |
| 96    | 30 a 34 | 72    |
| 72    | 25 a 29 | 64    |
| 81    | 20 a 24 | 84    |
| 120   | 15 a 19 | 112   |
| 132   | 10 a 14 | 100   |
| 96    | 5 a 9   | 96    |
| 80    | 0 a 4   | 68    |

## Economia
El 2007 la població en edat de treballar era de 2.236 persones, 1.623 eren actives i 613 eren inactives. De les 1.623 persones actives 1.517 estaven ocupades (812 homes i 705 dones) i 106 estaven aturades (51 homes i 55 dones). De les 613 persones inactives 229 estaven jubilades, 180 estaven estudiant i 204 estaven classificades com a «altres inactius».

### Ingressos
El 2009 a Ruaudin hi havia 1.267 unitats fiscals que integraven 3.297 persones, la mediana anual d'ingressos fiscals per persona era de 21.055 €.

### Activitats econòmiques
Dels 168 establiments que hi havia el 2007, 5 eren d'empreses alimentàries, 1 d'una empresa de fabricació de material elèctric, 12 d'empreses de fabricació d'altres productes industrials, 21 d'empreses de construcció, 58 d'empreses de comerç i reparació d'automòbils, 5 d'empreses de transport, 12 d'empreses d'hostatgeria i restauració, 3 d'empreses d'informació i comunicació, 10 d'empreses financeres, 8 d'empreses immobiliàries, 9 d'empreses de serveis, 15 d'entitats de l'administració pública i 9 d'empreses classificades com a «altres activitats de serveis».
Dels 41 establiments de servei als particulars que hi havia el 2009, 1 era una oficina de correu, 3 oficines bancàries, 1 funerària, 5 tallers de reparació d'automòbils i de material agrícola, 1 autoescola, 1 paleta, 5 guixaires pintors, 4 fusteries, 2 lampisteries, 2 electricistes, 1 empresa de construcció, 5 perruqueries, 6 restaurants, 3 agències immobiliàries i 1 saló de bellesa.
Dels 31 establiments comercials que hi havia el 2009, 1 era un supermercat, 1 una botiga de menys de 120 m², 2 fleques, 3 carnisseries, 9 botigues de roba, 4 botigues d'equipament de la llar, 2 sabateries, 2 botigues d'electrodomèstics, 1 una botiga de mobles, 3 botigues de material esportiu, 1 un drogueria i 2 floristeries.
L'any 2000 a Ruaudin hi havia 21 explotacions agrícoles que ocupaven un total de 150 hectàrees.

## Equipaments sanitaris i escolars
L'únic equipament sanitari que hi havia el 2009 era una farmàcia.
El 2009 hi havia 1 escola maternal i 1 escola elemental.

## Poblacions més properes
El següent diagrama mostra les poblacions més properes.